# 仁凰
仁凰（におう、nioh）は、日本の音楽ユニット。当初は仁王のユニット名で活動し、2017年4月に仁凰へ改名した。
「むく」と「ゆか」の実の姉妹から成る超個性派アーティストユニット。心と心を大切に思いやる気持ち：「和心」を詠って伝えるため、多くのメディアやイベントで活動するほか、根っからの歴史好きとして、歴史系イベントでも活躍中。「仁王」という名の由来は金剛力士像（仁王様）から。数々の史跡を訪れ自らの足で巡り、手をあわせながら作詞をしている。

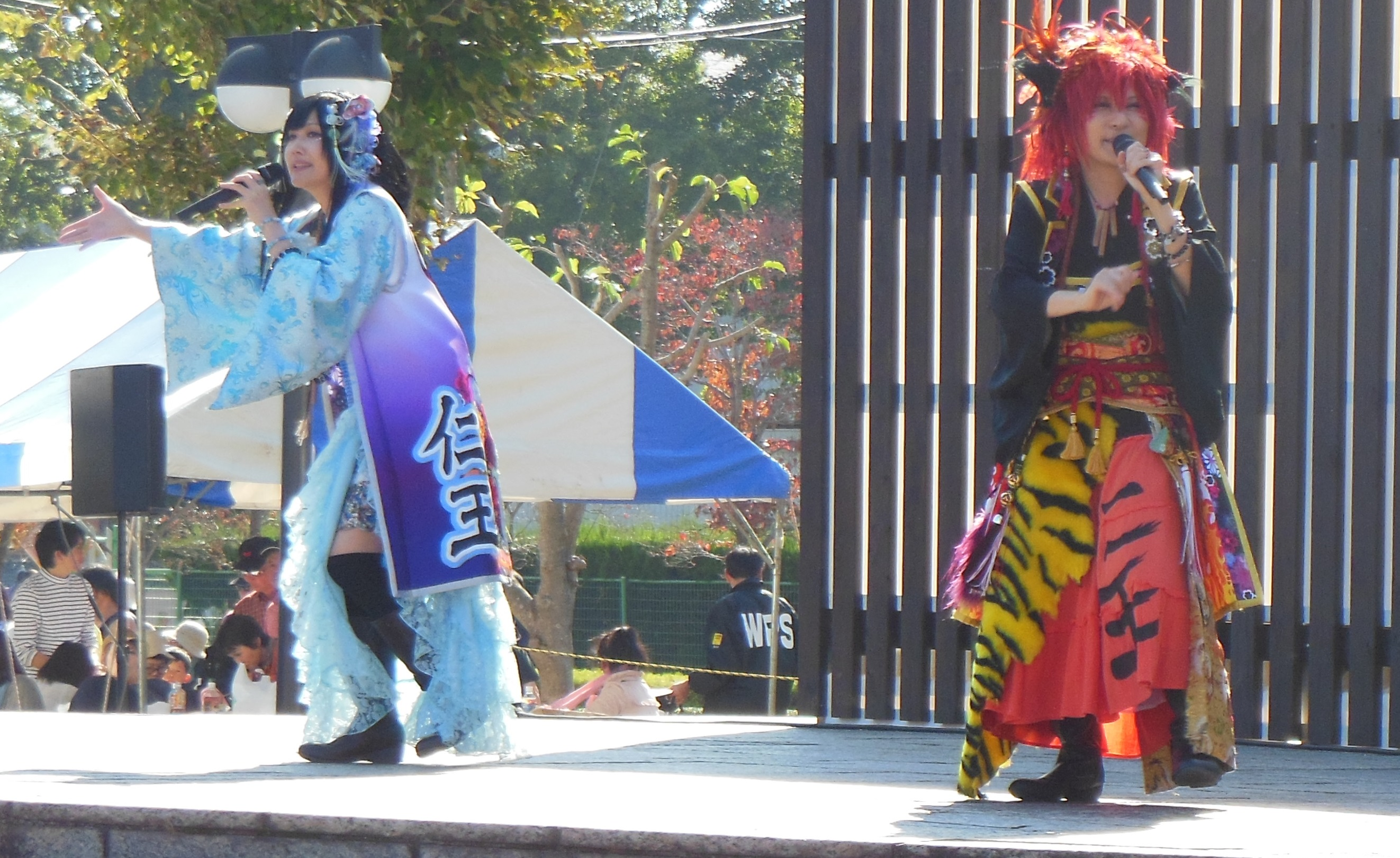
関ヶ原合戦祭りでの仁王 （左）ゆか（右）むく

## メンバー
むく
- 6月25日生まれ。
- 仁王の阿形、姉、低音、デジタル担当。
- イメージカラーは赤。
- サイトデザインが得意。

ゆか
- 1月3日生まれB型。
- 仁王の吽形、妹、高音、アナログ担当。
- イメージカラーは青。
- ライブの時の紙芝居を朗読、振付を担当。
- 植物を育てるのが好き。

## 概要
- 阿形のむく、吽形のゆかの実の姉妹からなる超個性派アーティストユニット。
- 人と人、心と心。動物と人、植物と人、自然と人、この星と人。命と命、心と心。心と心の繋がり、すなわち「心の和」。これを仁王流に、『和心』と名付け、こうした『和心』から必然的に生まれる『感謝』の気持ちを広め、世の中を明るく彩るために、仁王は「和心を詠って伝える伝道師（アーティスト）」として和心を詠い伝え続けている。
- 2007年の秋に「仁王」という名前で活動することを誓いに、奈良の東大寺に行く。
- 2009年4月8日（水）発売のオムニバスCDに「花咲色舞」（ハナサキシキブ）が収録され、CDデビュー。全国発売。
- 2010年3月3日（水）オムニバスCDに「無敵の武士」（ムテキノモノノフ）収録。全国発売。
- 仁王の楽曲「タフな空へ！！！」が、東京国際アニメフェア2012の公式テーマソングに起用される。
- 2011年10月1日に1st.CDアルバム「仁王和歌集」リリース。
- 2014年12月25日に2ndアルバム「2年O組！仁王学園」リリース。
- 2015年10月31日に関ケ原観光協会公認ソングとして、「関ヶ原 〜天下泰平を願う歌〜」をリリース[1]。
- 2016年1月に、関ケ原観光協会 公認ユニットとして認定される。

## 出演

### インターネットTV
- 2014年4月18日より、文化放送 超!A&G+スペシャル 「秋葉系アイドル・チャンネル！〜アキバ情報最前線！〜」（番組ナビゲーター(レギュラー)）
- 2014年5月23日より、文化放送 超!A&G+スペシャル「秋葉原アンテナ・ファクトリーチャンネル！」（番組ナビゲーター(レギュラー)）
- 2015年3月27日（金）文化放送 超!A&G+特別番組「みんな集まれ！秋葉原オクトーバーフェスト2015」（番組ナビゲーター(レギュラー)）
- 2015年7月23日（木）文化放送 超!A&G+スペシャル「秋葉原アンテナ・ファクトリーチャンネル！」秋葉原 の日本酒イベント「冷っ！がーでん 秋葉原2015」（番組ナビゲーター(レギュラー)）

### ラジオ
- 2009年11月よりFMラジオ放送：SHIBUYA-FM 78.4MHz『D-NEXT』 20:00 - 20:58 番組内コーナー：「アーティストーク」（コーナー担当。(レギュラー)）
- 2010年4月よりFMラジオのレギュラー番組「仁王の阿吽の呼吸」（パーソナリティー：仁王）、放送開始（「すまいるエフエム」毎週水曜日、深夜24:30 - 24:58）。

### タイアップ
- 仁王の楽曲「タフな空へ！！！」が、東京国際アニメフェア2012の公式テーマソングに起用される[2]。
- iPhoneアプリ「TRYCOS」に登場！楽曲とアーティスト紹介のページに参加。
- 2015年12月13日（日）関ヶ原合戦を見守っていた木である「月見の宮大杉」と仁王のコラボグッズが誕生。
- 宮内タカユキの2016年版ライブTシャツのデザインを担当。

## CD
※仁王名義

### シングル
1stシングル「関ヶ原〜天下泰平を願う歌〜」（2015年10月31日）
1. 関ヶ原〜天下泰平を願う歌〜（関ヶ原観光協会公認 公式関ヶ原奉歌／作詞:仁王 作曲・編曲:OT-TO）
2. 大一大万大吉（※新録／作詞:仁王 作曲・編曲:友利朗）
3. 厭離穢土欣求浄土（※新録／作詞:仁王 作曲・編曲:友利朗）

コラボシングル「火ノ鳥」（2019年4月8日）※「宮内タカユキ＆仁凰」名義
1. 火ノ鳥
2. Reason of Life ～大いなる生命よ～

### アルバム
1stアルバム「仁王和歌集」(2011年10月1日)
1. 降臨（作曲・編曲:友利朗）
2. 花咲色舞（作詞:仁王 作曲・編曲:仁王音楽部隊エリザベート一世）
3. 桃源郷（作詞:仁王 作曲・編曲:友利朗）
4. 愛の真言（作詞:仁王 作曲・編曲:仁王音楽部隊エリザベート二世）
5. 大一大万大吉（作詞:仁王 作曲・編曲:友利朗）
6. 厭離穢土欣求浄土（作詞:仁王 作曲・編曲:友利朗）
7. 無敵の武士（作詞:仁王 作曲・編曲:仁王音楽部隊エリザベート三世）
8. 地球のひびき・・・受響（作詞:龍 秀雄 作曲・編曲:浅井さやか）

2ndアルバム「2年O組！仁王学園」（2014年12月25日）
1. 2年O組！仁王学園〜転校生〜
2. 今昔ありがと物語（作詞:仁王 作曲・編曲:OT-TO）
3. 2年O組！仁王学園〜お命、頂戴致します？！〜
4. 天津日之神（文化放送 超！A&G+「秋葉原アンテナ・ファクトリーチャンネル！」EDテーマソング／作詞:仁王 作曲・編曲:OT-TO）
5. 2年O組！仁王学園〜存在理由〜
6. 我楽多炎舞（文化放送 超！A&G+「秋葉原アンテナ・ファクトリーチャンネル！」OPテーマソング／作詞:仁王 作曲・編曲:OT-TO）
7. 2年O組！仁王学園〜無限ループにご用心〜
8. 虹色応援歌（作詞:仁王 作曲・編曲:OT-TO）
9. 2年O組！仁王学園〜ぱっとしない放課後〜